# La banda nos visita
La banda nos visita es una película del director y guionista israelí Eran Kolirin que se estrenó en el año 2007. Esta fue la película debut del director.

## Sinopsis
Una banda de música compuesta por miembros de la policía egipcia viaja a Israel para tocar en la ceremonia inaugural de un centro cultural árabe. A causa de un malentendido, se pierden y acaban en un pequeño pueblo israelí del desierto, rompiendo la rutina de los lugareños.
- Datos: Q1211239